# Busloup
Busloup – miejscowość i gmina we Francji, w Regionie Centralnym, w departamencie Loir-et-Cher.
Według danych na rok 1990 gminę zamieszkiwało 361 osób, a gęstość zaludnienia wynosiła 19 osób/km² (wśród 1842 gmin Regionu Centralnego Busloup plasuje się na 788. miejscu pod względem liczby ludności, natomiast pod względem powierzchni na miejscu 694.).